# Vigilantes do Peso
O WW - Vigilantes do Peso faz parte da WW International, Inc., anteriormente Weight Watchers International, Inc., uma empresa global com sede nos EUA que oferece produtos e serviços para ajudar em hábitos saudáveis, incluindo perda e manutenção de peso, condicionamento físico e mentalidade e abrangentes programas de dieta. Em 2019, completou 45 anos de atuação no mercado brasileiro.

## História da Empresa
O Vigilantes do Peso foi criado, em 1963, por Jean Nidetch, uma dona de casa em Nova York que tinha excesso de peso e já estava cansada de passar por diversos métodos falhos de emagrecimento.
Antes da criação de seu programa, em 1961, ela entrou em um programa gratuito do governo da cidade de Nova York, o qual era chamado de "Dieta Prudente". O plano destacava a importância de não pular refeições e algumas indicações de alimentos obrigatórios para a saúde e outros que deveriam ser deixados de lado.
Com o "Dieta Prudente", ela conseguiu perder 20 quilos em dez semanas, porém não gostava da forma que as informações eram transmitidas. Assim, ela iniciou um grupo de apoio semanal em seu apartamento. Ela apresentava o plano do "Dieta Prudente", e o grupo desenvolvia empatia e entendimento mútuo para que cada participante conquistasse seus objetivos. Somado a isso, Nidetch incluiu a bonificação por metas conquistadas.

## Os primeiros passos da WW
Com o aumento de grupos em outros bairros de Nova York e o incentivo de dois participantes, AL e Felice Lippert, Nidetch lançou o Weight Watchers Inc..  Em formato de franquia, instaurado em 1964, o qual continha uma taxa barata oferecida aos graduados dos programas da empresa que mantiveram o peso com 10% do lucro bruto como royalties para a controladora, a qual colaborou para o crescimento da empresa.
Em 1968, a empresa já contava com 91 franquias em 43 estados norte-americanos e, com objetivo de crescer ainda mais, Al Lipert tornou a empresa pública, criando a Weight Watchers International Inc.. Em 1974, a empresa chega ao Brasil com o nome de Vigilantes do Peso e, em 1977, o crescimento foi tanto que a marca já contava com  102 franquias espalhadas pelo País.
Nesta mesma época, as operações e divisões da empresa haviam crescido tanto que a empresa foi vendida para HJ Heinz Company no valor de US$ 72 milhões. Nidetch mantém seu papel como consultora e Lippert permanece como presidente por mais alguns anos.

## Mudanças na Estratégia da Empresa
Em 1998, a empresa altera sua forma de contagem, introduzindo o sistema POINTS, fórmula algorítmica que aplica um valor para porções de alimentos, a fim de colaborar com uma perda de peso saudável, com base em carboidratos, fibras e gorduras.
Em 1999, a marca é vendida para a Artal Luxembourg. No ano seguinte, os novos donos relançam a revista Weight Watchers Magazine, da Time Inc, e, no ano seguinte, lançam um portal online com l.
No final da década, o programa passa por uma grande mudança, sendo aplicado um novo sistema de pontos, o ProPoints (ProPontos), que chega ao Brasil em 2012.
As últimas mudanças e inovações passadas pela marca ocorreram em 2017, quando, no Brasil, são lançados um novo livro de receitas rápidas, um livro mais completo de culinária e um novo aplicativo, o qual agora permite tanto o controle de alimentação, quanto o de uma rotina de exercícios.

## Novas mudanças na marca
Em 2018, a marca, mundialmente, deixa de lado o título de Weight Watchers e passa a se denominar como WW International. No Brasil, ela passa a ser chamada de WW Vigilantes do Peso. Neste mesmo ano, a marca inicia a campanha Convide um Amigo e passa ter Ana Maria Braga, famosa apresentadora de Televisão, como parceira oficial.
No ano seguinte, a empresa passa a ter Marcello Ursini como líder. Uma contratação alinhada ao novo posicionamento da marca. Como principal desafio, ele necessita acelerar o crescimento da empresa por meio de uma mudança digital.
Ainda em 2019, o Vigilantes do Peso é eleito, pelo nono ano consecutivo, o "melhor programa para perda de peso", pela revista U.S. News & World Report. Além disso, o Aplicativo do Vigilantes do Peso ganha prêmios na 23ª edição do Webby Award 2019. O prêmio é concedido para as melhores inovações, segundo a avaliação de especialistas em internet da Academia Internacional de Artes e Ciências Digitais e a opinião de usuários.